# Kliper siedmiu mórz
Radiowy Kliper Siedmiu Mórz – jedna z pierwszych w Polsce audycji poświęconych żeglarstwu i piosence żeglarskiej.  Program nadawano od 1983 raz w tygodniu, w niedzielę około południa. Był on częścią bloku Magazynu Rozgłośni Harcerskiej, nadawanego w IV programie Polskiego Radia.
Twórcą audycji był Janusz Sikorski, członek Starych Dzwonów i dziennikarz radiowy, który zaproponował Markowi Szurawskiemu (wtedy Siurawskiemu) wspólne prowadzenie programu.
W początkowym okresie w programie  występowały trzy osoby: Janusz Sikorski – „Kapitan Burgess”, Marek Szurawski (Siurawski) – „Piekło” oraz  Adam Halber – „Kuk Jajo w Sosie”.
Ten ostatni dość szybko opuścił radiowy zespół.
Do 1987 roku autorzy poprowadzili ponad 300 audycji.
W 1988 r. Zespół Bloku Harcerskiego IV Polskiego Radia otrzymał Honorowe Wyróżnienie Nagrodę „Żagli” im. Leonida Teligi za audycję „Kliper siedmiu mórz”.

## Repertuar
W czasie audycji prezentowane były zarówno szanty – morskie pieśni pracy, jak również współczesne piosenki żeglarskie.  Pierwsze  utwory śpiewane były przez wykonawców polskich, głównie  finalistów krakowskiego festiwalu Shanties.  Znaczna ich część to opracowania tradycyjnych anglosaskich melodii i pieśni morza.
Wiele z nich opracowanych zostało przez autorów audycji i wykonywanych przez zespół Stare Dzwony, którego byli członkami.
Z  czasem na antenie zagościły także  szanty wykonywane przez  zespoły i solistów zagranicznych, nie tylko anglosaskich. Pojawił się m.in. cykl szant francuskich, czego efektem było powstanie polskiej wersji szant  Le corsaire Le Grand Coureur (Wielki Korsarz Grand Coureur) czy Margot.
Oprócz szant pojawiały się także piosenki i ballady takich wykonawców jak zespół  Mesa z Koszalina (Krzysztof Piechota z zespołem), Ryczące Dwudziestki z Bytomia, Sławek Klupś, Mirek Peszkowski, Ryszard Muzaj, Jerzy Porębski, Jolly Roger z Wałcza  i  inni.

## Konkursy
Każda audycja kończyła się małym konkursem.
Słuchacze odpowiadali listownie na pytania z historii żeglarstwa czy literatury marynistycznej. Osoby, które odpowiedziały prawidłowo na największą liczbę pytań miały szansę popłynąć na rejs żeglarski.

## Rejsy Kliprowe
Pierwszy konkurs w roku 1984  zaowocował kilkudniowym rejsem po Zalewie Szczecińskim jachtem s/y „Bosmat” klasy Opal. Jednostki użyczył Jacht Klub Marynarki Wojennej „Kotwica” ze Świnoujścia. W kolejnym roku finaliści musieli odpowiadać na pytania dotyczące życia Josepha Conrada. Ci, którzy zrobili to najlepiej, wypłynęli na pełne morze. W czerwcu 1985 r. odbył się dwuetapowy rejs jachtem klasy Opal o nazwie  Bieszczady (CWM Gdynia). Pierwszy etap z Gdyni do Świnoujścia, drugi ze Świnoujścia do Lubeki i z powrotem do Gdyni. W 1986 r. odbył się kolejny rejs kliprowy, w którym udział wzięli m.in. członkowie późniejszego zespołu Mechanicy Shanty.